# Championnats de Grenade de cyclisme sur route
Les championnats de Grenade de cyclisme sur route sont les championnats nationaux de cyclisme sur route organisés par la Fédération cycliste de Grenade.

## Hommes

### Podiums de la course en ligne
| Année | Vainqueur      | Deuxième         | Troisième        |
| ----- | -------------- | ---------------- | ---------------- |
| 2010  | Sydney Walters | Shawn Walker     | Tessimy Viechweg |
| 2019  | Danny Scott    | Ezekiel Noel     | Tevin Heuton     |
| 2021  | Tevin Hueton   | Ezekiel Noel     | Tessimy Viechweg |
| 2022  | Red Walters    | Tessimy Viechweg |                  |
| 2023  | Red Walters    | Danny Scott      |                  |
| 2024  | Red Walters    |                  |                  |
| 2025  | Red Walters    | Sydney Walters   | Karega Charles   |

### Podiums du contra-la-montre
| Année | Vainqueur        | Deuxième         | Troisième         |
| ----- | ---------------- | ---------------- | ----------------- |
| 2010  | Sydney Walters   | Tessimy Viechweg | Troy Felix        |
| 2019  | Danny Scott      | Ezekiel Noel     | Tevin Heuton      |
| 2021  | Tessimy Viechweg | Tevin Hueton     |                   |
| 2022  | Red Walters      | Tevin Hueton     | Raquel Seecharran |
| 2023  | Red Walters      | Danny Scott      | Sheldon François  |
| 2024  | Red Walters      | Tessimy Viechweg | Karega Charles    |
| 2025  | Red Walters      | Sydney Walters   | Karega Charles    |

## Hommes Juniors

### Podiums de la course en ligne
| Année | Vainqueur    | Deuxième | Troisième |
| ----- | ------------ | -------- | --------- |
| 2010  | Chris Alexis |          |           |

### Podiums du contra-la-montre
| Année | Vainqueur    | Deuxième | Troisième |
| ----- | ------------ | -------- | --------- |
| 2010  | Chris Alexis |          |           |